# Lipaugus conditus
Cotinga-d'asa-cinzenta ou saudade-de-asa-cinza (Lipaugus conditus) é uma espécie de ave passeriforme da família Cotingidae pertencente ao gênero Lipaugus, antes incluída no gênero Tijuca. É endêmico da Mata Atlântica em uma área reduzida do Rio de Janeiro no sudeste do Brasil.

## Taxonomia
A espécie L. conditus foi descrita pela primeira vez pelo ornitólogo britânico David William Snow em 1980 sob o nome científico Tijuca condita; a localidade-tipo é "Serra dos Órgãos, Rio de Janeiro, Brasil".
Os dados genéticos de Ohlson et al. (2007) sugeriam que Lipaugus e Tijuca eram gêneros irmãos; Berv & Prum (2014) encontraram fortes evidências de que Lipaugus é parafilético em relação a Tijuca, e colocaram Tijuca atra e T. condita dentro do gênero Lipaugus, sob os nomes científicos Lipaugus ater e L. conditus. A outra alternativa filogeneticamente aceitável seria separar Lipaugus em pelo menos três gêneros, o que criaria uma confusão taxonômica desnecessária. Desta forma, colocando atra e condita dentro de Lipaugus, se comunica efetivamente que estas duas espécies distintas especies evoluíram de um ancestral Lipaugus sexualmente monomórficos. Os estudos de Settlekowki et al. (2020) proporcionaram novas e fortes evidências de que as duas espécies de Tijuca estão embutidas em Lipaugus. Com base em todas as evidências, o SACC aprovou esta inclusão e a nova sequência linear do presente gênero. As classificacões Handbook of the Birds of the World (HBW), Birdlife International  e o Comitê Brasileiro de Registros Ornitológicos (CBRO) já adotaram essa inclusão.

## Distribuição e habitat
Pensava-se que a distribuição da saudade-de-asa-cinza fosse restrita à Serra dos Órgãos e à Serra do Tinguá no entorno da cidade do Rio de Janeiro, onde ocorre em um habitat naturalmente fragmentado, mas foi recentemente registrada em outras duas localidades do mesmo estado, na Serra das Araras e no Pico da Caledônia, o que dobrou sua área de ocorrência.
Habita fragmentos de florestas nubladas perenifólias extremamente úmidas, ricas em bromélias, e com um dossel de 5 a 10 m. Geralmente encontrada a altitudes entre 1650 e 2010 m, com um registro a 1370 m. Parece localizar-se dentro desta estreita faixa altitudinal e a extensão de seu habitat preferencial pode ser tão pequena quanto 200 km².

## Conservação
A saudade-de-asa-cinza foi classificada como vulnerável pela IUCN, devido à população total reduzida, estimada entre 1000 e 2500 indivíduos, restringida a um punhado de áreas montanas. Atualmente não se registram maiores ameaças a seu habitat, de maneira que se suspeite que a população seja estável, porém a estação seca pode trazer riscos de incêndios em um futuro próximo. Três dos locais conhecidos da espécie se encontram dentro de áreas protegidas: o Parque Nacional da Serra dos Órgãos, e as reservas biológicas de Tinguá e Araras.